# União Marambaia e Juventude Esporte Clube
L'União Marambaia e Juventude Esporte Clube est un club brésilien de football basé à Bonito dans l'État du Mato Grosso do Sul.
Le club évolue depuis la saison 2007 en première division du championnat du Mato Grosso do Sul.